# New York Titans
New York Titans – zawodowa drużyna lacrosse grająca w National Lacrosse League w latach 2007–2009 w dywizji wschodniej. Drużyna rozpoczęła swoje zmagania w lidze NLL w sezonie 2007, a w sezonie 2009 zakończyła rozgrywki pod tą nazwą. Do roku 2003 nazywała się New York Saints. Po sezonie 2009 przeniesiono drużynę na Florydę oraz zmieniono nazwę na Orlando Titans.

## Informacje
- Data założenia: 2006
- Trener: Adam Mueller
- Manager: Adam Mueller (tymczasowo)
- Arena: Nassau Veterans Memorial Coliseum
- Barwy: pomarańczowo-niebieskie

Właścicielem drużyny jest Gary Rosenbach, a założycielem firma Galleon Group.

## Osiągnięcia
- Champion’s Cup: -
- Mistrzostwo dywizji: -

## Wyniki
W-P Wygrane-Przegrane, Dom-Mecze w domu W-P, Wyjazd-Mecze na wyjeździe W-P, GZ-Gole zdobyte, GS-Gole stracone
| Sezon | W-P   | Dom  | Wyjazd | GZ  | GS  | Playoffs                 |
| ----- | ----- | ---- | ------ | --- | --- | ------------------------ |
| 2007  | 4-12  | 3-5  | 1-7    | 195 | 233 | Bez awansu               |
| 2008  | 10-6  | 5-1  | 5-5    | 197 | 186 | Odpadli w finale dywizji |
| 2009  | 10-6  | 5-3  | 5-3    | 190 | 180 | Odpadli w finale         |
| Razem | 24-24 | 13-9 | 11-15  | 582 | 599 |                          |

## Ostatni skład
- Bramkarze:
  - 48 Matt Vinc
  - 65 Nick Schroeder
- Obrońcy:
  - 07 Matt Alrich
  - 32 Rich Brzeski
  - 41 Bryan Barrett
  - 56 Johyn Orsen
  - -- Nicky Polanco
- Napastnicy
  - 01 Casey Powell
  - 02 Brendan Mundorf
  - 03 Roy Colsey
  - 10 Brian Tower
  - 14 Ryan Boyle
  - 16 Tom Zummo
  - 19 Mike McLellan
  - 20 Greg Peyser
  - 24 Gewas Schindler
  - 42 Pat Maddalena
  - -- Hunter Lochte